# Dům Zlatý jelen
Dům Zlatý jelen, původního názvu Goldener Hirsch, stojí v městské památkové zóně v Karlových Varech v ulici Luční vrch  358/4. Podle zděného přízemí a hrázděného patra je slohově zařazen do pozdního baroka a počátku klasicismu a dle konstrukcí je datován do přelomu 18. a 19. století. Vnější úprava pak pochází z roku 1883. V letech 2015–2020 byl objekt rekonstruován a v únoru 2022 prohlášen za kulturní památku.

## Historie
Původní dům byl postaven kolem roku 1737, dnešní podoba pochází z roku 1883. Objekt je jednou z posledních dochovaných hrázděných staveb v centru Karlových Varů.
V těsné blízkosti domu s tehdy původním názvem Goldener Hirsch stály ještě dva pozdně barokní domy – čp. 357/6 Gleichenberg a čp. 156/8 Bienenkorb. Oba směřovaly svými štíty taktéž k hlavní promenádě, tehdy s názvem Alte Wiese, Stará louka. Přízemí byla rovněž zděná a patra hrázděná s výplněmi z cihel. Po jejich demolici v roce 2000 zbyla pouze torza přízemních částí. Z tehdy poměrně kompaktní části města s dochovanou pozdně barokní až klasicistní hrázděnou zástavbou zde zbyl již poslední, ale znovu obnovený dům Zlatý jelen.

## Ze současnosti

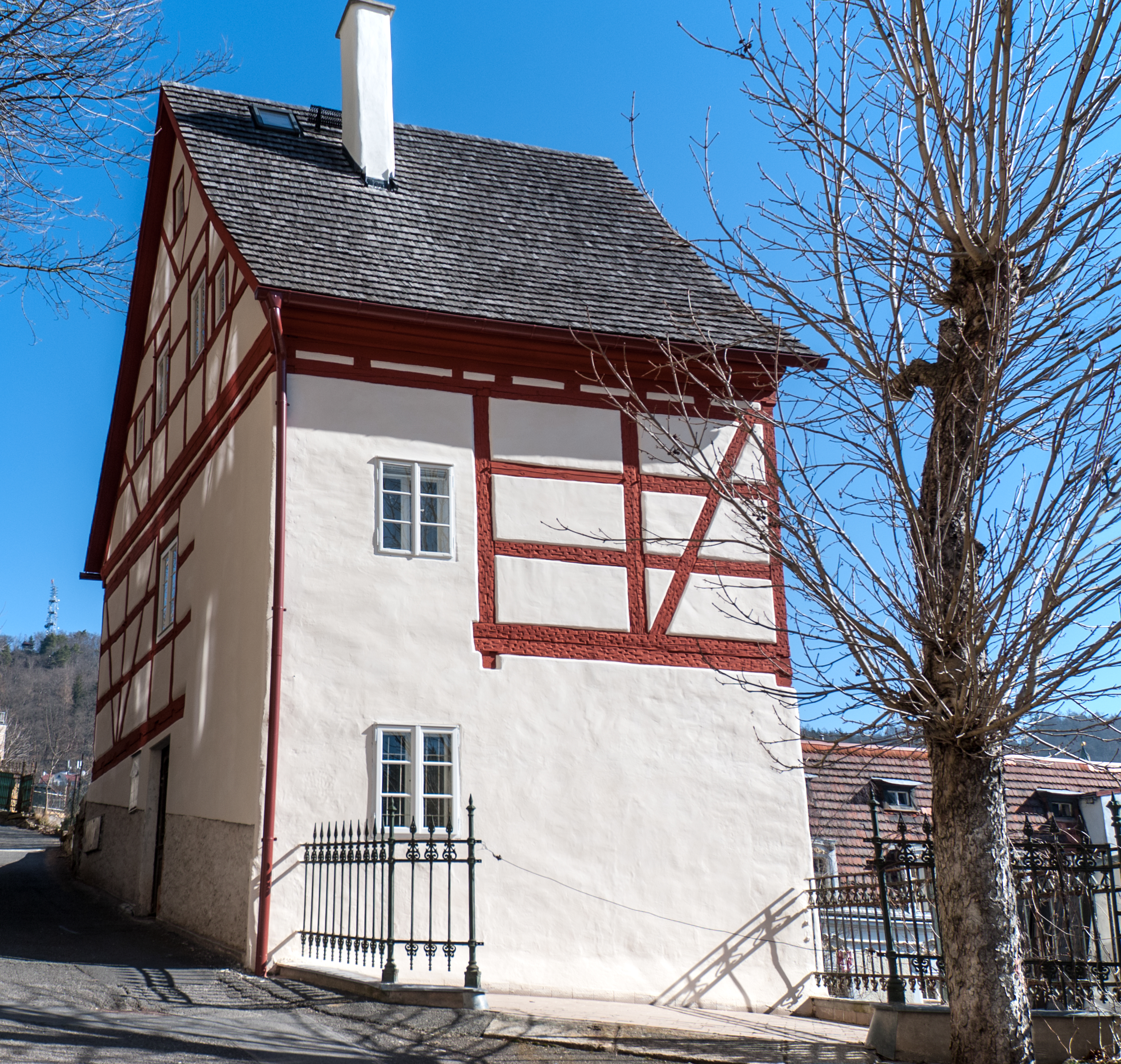
Pohled od jihozápadu, březen 2022

V roce 2014 byl dům Zlatý jelen uveden v Programu regenerace Městské památkové zóny Karlovy Vary 2014–2024 v části II. (tabulková část 1–5 Přehledy) v kapitole 3. Seznam navržených objektů k zápisu do Ústředního seznamu nemovitých kulturních památek na území MPZ Karlovy Vary.
V roce 2015 byla zahájena rekonstrukce domu s cílem obnovit původní podobu. Jednalo se o obnovu původní sedlové střechy s hrázděným štítem orientovaným do údolí řeky Teplá a odkrytí a obnovu původního hrázdění patra pod střechou. V následujícím roce proběhla II. etapa obnovy hrázdění a sedlové střechy. V roce 2017 byly nově vyzděny výplně hrázděných obvodových zdí po rekonstrukci prvků hrázdění. Též došlo k odborné opravě a repasi stávajících špaletových oken a do hrázděných štítů byla zhotovena nová dřevěná špaletová okna. Roku 2018 byla kompletně opravena fasáda domu s využitím vápenné omítkové malty. Dále započaly práce na vyzdívání hrázděných štítů střechy tradičním způsobem, tj. hliněným výmazem na dřevěné štíty. Následujícího roku byly dokončeny tři strany fasády domu, včetně nátěrů dřevěných prvků. Tradičním způsobem byly vyplněny hrázděné štíty a byl dostavěn komín.
V roce 2020 došlo k finálním pracím – nanesení konečné vrstvy hliněných výplní štítů, tmelení a sanace všech spojů trámů hrázdění, včetně konečného nátěru, a k finálnímu nátěru fasády vápennou barvou. Byla osazena nově zhotovená okna ve štítech a repasovány všechny stávající okenní rámy. Ke konci roku byla také aplikována vápenná omítka na severozápadní stěně domu.
V letech 2016 až 2020 tyto práce probíhaly za finanční podpory Karlovarského kraje.
Dne 2. února 2022 byl dům prohlášen za kulturní památku, rejstř. č. ÚSKP 106858.
V současnosti (březen 2022) je budova evidována jako objekt k bydlení v soukromém vlastnictví.

## Popis
Dům se nachází v městské památkové zóně ve svahu nad Starou loukou na adrese Luční vrch 358/4. Jedná se o menší dvoupatrový dům se zděným přízemím, patra jsou tvořena hrázděnou konstrukcí s cihelnou výplní. Dispoziční řešení je dvoutraktové se schodišťovým traktem u ulice a pokoji orientovanými jižním směrem ke Staré louce.
Hlavní průčelí je čtyřosé. Objekt je zastřešen pultovou střechou s mírným sklonem a dominantní přímou atikou. Střešní krytinou je falcovaný plech. Toto zastřešení není původní, neboť dle dochované plánové dokumentace z karlovarského stavebního archivu měl dům mohutný ze svahu orientovaný hrázděný štít.
Dle dokumentace téhož stavebního archivu pochází současná podoba domu z roku 1883. Fasáda je orientována směrem ze svahu, v přízemí zdobena pásovou rustikou a šambránami okolo okenních otvorů. Patra jsou oddělena profilovanými římsami. Ostatní tři průčelí objektu mají fasádu hladkou, hrázděná konstrukce je tedy skryta pod omítkou. Okenní výplně jsou dvojité a dvoukřídlé s původním tzv. vídeňským kováním. Dům si zachoval intaktní podobu jak z exteriéru, tak interiéru. V interiéru je zachovaná dispozice i četné uměleckořemeslné prvky.